# Liste der Nummer-eins-Hits in der Schweiz (2016)
Dies ist eine Liste der Nummer-eins-Hits in der Schweiz im Jahr 2016. Sie basiert auf den Top 100 Singles (bis 2. Oktober Top 75) und Top 100 Alben der offiziellen Schweizer Hitparade. Die Singlecharts werden jeweils am Sonntag nach Ende der Verkaufswoche veröffentlicht. Die Albumcharts tragen dasselbe Charteintrittsdatum, sie werden aber erst am Mittwoch darauf bekanntgegeben.

## Singles
| ← 2015 ← | Liste der Nummer-eins-Hits in der Schweiz | Liste der Nummer-eins-Hits in der Schweiz | Liste der Nummer-eins-Hits in der Schweiz | 2017 → |
| \| Zeitraum \| Wo. ges. \| Interpret \| Titel Autor(en) \| Zusätzliche Informationen \| \| (Zeitraum, Wochen auf Platz eins, Interpret, Titel, Autor[en], zusätzliche Informationen) \| \| \| \| \| \| ----------------------------------------------------------------------------------------- \| -------- \| ----------------------------------------- \| ----------------------------------------------------------------------------------------------------------------------------------------------------------------------------------------- \| ------------------------------------------------------------------------------------------------------------------------------------------------------------------------------------------------------------------------------------------------------------------------------------------------------------------------------------------------------------------------------------------------------ \| \| 1. November 2015 – 30. Januar 2016 13 Wochen \| 13 \| Adele \| Hello Greg Kurstin, Adele Adkins \| Mit der ersten Auskopplung aus ihrem dritten Studioalbum 25 erreicht die britische Sängerin ihren vierten Nummer-eins-Hit in der Schweizer Hitparade nach Rolling in the Deep, Someone like You und Skyfall. \| \| 31. Januar 2016 – 13. Februar 2016 2 Wochen \| 2 \| Glasperlenspiel \| Geiles Leben Philipp Albinger, Daniel Grunenberg, Philipp Klemz, Carolin Niemczyk, Christian Raab, Peter Stanowsky \| Nachdem die zweite Singleauskopplung aus dem dritten Studioalbum Tag X bereits in Deutschland und Österreich Platz zwei erreicht hatte, schaffte die Band in der Schweiz sogar den Sprung auf den ersten Platz der Hitparade. Die Single ist der erfolgreichste Beitrag des Bundesvision Song Contest in den Schweizer Single-Charts überhaupt und der einzige mit Gold-Zertifizierung in der Schweiz. \| \| 14. Februar 2016 – 7. Mai 2016 12 Wochen \| 12 \| Alan Walker \| Faded Anders Froen, Gunnar Greve Pettersen, Alan Walker, Jesper Borgen \| – \| \| 8. Mai 2016 – 21. Mai 2016 2 Wochen (insgesamt 5) \| 5 \| Drake feat. WizKid & Kyla \| One Dance Aubrey Graham, Paul Jefferies, Noah Shebib, Ayodeji Balogun, Errol Reid, Kyla Reid \| – \| \| 22. Mai 2016 – 28. Mai 2016 1 Woche \| 1 \| Justin Timberlake \| Can’t Stop the Feeling! Max Martin, Karl Johan Schuster, Justin Timberlake \| – \| \| 29. Mai 2016 – 18. Juni 2016 3 Wochen (insgesamt 5) \| 5 \| Drake feat. WizKid & Kyla \| One Dance Aubrey Graham, Paul Jefferies, Noah Shebib, Ayodeji Balogun, Errol Reid, Kyla Reid \| – \| \| 19. Juni 2016 – 9. Juli 2016 3 Wochen \| 3 \| David Guetta feat. Zara Larsson \| This One’s for You David Guetta, Giorgio Tuinfort, Nick van de Wall, Ester Dean, Thomas Troelsen \| – \| \| 10. Juli 2016 – 16. Juli 2016 1 Woche (insgesamt 2) \| 2 \| Enrique Iglesias feat. Wisin \| Duele el corazón Enrique Iglesias, Francisco Saldana, Hasibur Rahman, Juan Luis Moreira, Patrick Ingunza, Servando Moriche Primera Mussett, Silverlo Lozada \| – \| \| 17. Juli 2016 – 23. Juli 2016 1 Woche (insgesamt 3) \| 3 \| Álvaro Soler \| Sofia Simon Triebel, Ali Zuckowski, Nadir Khayat, Jakke Erikson, Álvaro Tauchert Soler \| Nachdem er im letzten Jahr bereits mit El mismo sol einen Nummer-eins-Hit in der Schweizer Hitparade hatte, erreichte ein Jahr später auch seine zweite Single Sofia den ersten Platz der Schweizer Singlecharts. \| \| 24. Juli 2016 – 30. Juli 2016 1 Woche (insgesamt 2) \| 2 \| Enrique Iglesias feat. Wisin \| Duele el corazón Enrique Iglesias, Francisco Saldana, Hasibur Rahman, Juan Luis Moreira, Patrick Ingunza, Servando Moriche Primera Mussett, Silverlo Lozada \| – \| \| 31. Juli 2016 – 6. August 2016 1 Woche (insgesamt 3) \| 3 \| Álvaro Soler \| Sofia Simon Triebel, Ali Zuckowski, Nadir Khayat, Jakke Erikson, Álvaro Tauchert Soler \| – \| \| 7. August 2016 – 3. September 2016 4 Wochen \| 4 \| Major Lazer feat. Justin Bieber & Mø \| Cold Water Ed Sheeran, Benjamin Levin, Karen Marie Ørsted, Thomas Pentz, Justin Bieber, Jamie Scott, Philip Meckseper, Henry Allen \| – \| \| 4. September 2016 – 10. September 2016 1 Woche (insgesamt 3) \| 3 \| Álvaro Soler \| Sofia Simon Triebel, Ali Zuckowski, Nadir Khayat, Jakke Erikson, Álvaro Tauchert Soler \| – \| \| 11. September 2016 – 17. September 2016 1 Woche (insgesamt 4) \| 4 \| DJ Snake feat. Justin Bieber \| Let Me Love You Louis Bell, Justin Bieber, Lumidee Cedeño, William Grigahcine, Stany Kibulu, Brian Lee, Steven Marsden, Teddy Mendez, Edwin Perez, Austin Roser, Ali Tamposi, Andrew Watt \| – \| \| 18. September 2016 – 24. September 2016 1 Woche \| 1 \| Sia feat. Kendrick Lamar \| The Greatest Sia Furler, Greg Kurstin \| – \| \| 25. September 2016 – 15. Oktober 2016 3 Wochen (insgesamt 4) \| 4 \| DJ Snake feat. Justin Bieber \| Let Me Love You William Grigahcine, Justin Bieber, Andrew Watt, Ali Tamposi, Brian Lee, Louis Bell \| – \| \| 16. Oktober 2016 – 3. Dezember 2016 7 Wochen \| 7 \| Rag ’n’ Bone Man \| Human Rory Graham, Jamie Hartman \| – \| \| 4. Dezember 2016 – 14. Januar 2017 6 Wochen \| 6 \| Clean Bandit feat. Sean Paul & Anne-Marie \| Rockabye Jack Patterson, Steve Mac, Ammar Malik, Ina Wroldsen, Sean Paul Henriques \| – \| |                                           |                                           | | |
| ← 2015 |                                           |                                           | | → 2017 → |
| Zeitraum | Wo. ges.                                  | Interpret                                 | Titel Autor(en) | Zusätzliche Informationen |
| (Zeitraum, Wochen auf Platz eins, Interpret, Titel, Autor[en], zusätzliche Informationen) |                                           |                                           | | |
| 1. November 2015 – 30. Januar 2016 13 Wochen | 13                                        | Adele                                     | Hello Greg Kurstin, Adele Adkins | Mit der ersten Auskopplung aus ihrem dritten Studioalbum 25 erreicht die britische Sängerin ihren vierten Nummer-eins-Hit in der Schweizer Hitparade nach Rolling in the Deep, Someone like You und Skyfall. |
| 31. Januar 2016 – 13. Februar 2016 2 Wochen | 2                                         | Glasperlenspiel                           | Geiles Leben Philipp Albinger, Daniel Grunenberg, Philipp Klemz, Carolin Niemczyk, Christian Raab, Peter Stanowsky                                                                        | Nachdem die zweite Singleauskopplung aus dem dritten Studioalbum Tag X bereits in Deutschland und Österreich Platz zwei erreicht hatte, schaffte die Band in der Schweiz sogar den Sprung auf den ersten Platz der Hitparade. Die Single ist der erfolgreichste Beitrag des Bundesvision Song Contest in den Schweizer Single-Charts überhaupt und der einzige mit Gold-Zertifizierung in der Schweiz. |
| 14. Februar 2016 – 7. Mai 2016 12 Wochen | 12                                        | Alan Walker                               | Faded Anders Froen, Gunnar Greve Pettersen, Alan Walker, Jesper Borgen | – |
| 8. Mai 2016 – 21. Mai 2016 2 Wochen (insgesamt 5) | 5                                         | Drake feat. WizKid & Kyla                 | One Dance Aubrey Graham, Paul Jefferies, Noah Shebib, Ayodeji Balogun, Errol Reid, Kyla Reid                                                                                              | – |
| 22. Mai 2016 – 28. Mai 2016 1 Woche | 1                                         | Justin Timberlake                         | Can’t Stop the Feeling! Max Martin, Karl Johan Schuster, Justin Timberlake | – |
| 29. Mai 2016 – 18. Juni 2016 3 Wochen (insgesamt 5) | 5                                         | Drake feat. WizKid & Kyla                 | One Dance Aubrey Graham, Paul Jefferies, Noah Shebib, Ayodeji Balogun, Errol Reid, Kyla Reid                                                                                              | – |
| 19. Juni 2016 – 9. Juli 2016 3 Wochen | 3                                         | David Guetta feat. Zara Larsson           | This One’s for You David Guetta, Giorgio Tuinfort, Nick van de Wall, Ester Dean, Thomas Troelsen                                                                                          | – |
| 10. Juli 2016 – 16. Juli 2016 1 Woche (insgesamt 2) | 2                                         | Enrique Iglesias feat. Wisin              | Duele el corazón Enrique Iglesias, Francisco Saldana, Hasibur Rahman, Juan Luis Moreira, Patrick Ingunza, Servando Moriche Primera Mussett, Silverlo Lozada                               | – |
| 17. Juli 2016 – 23. Juli 2016 1 Woche (insgesamt 3) | 3                                         | Álvaro Soler                              | Sofia Simon Triebel, Ali Zuckowski, Nadir Khayat, Jakke Erikson, Álvaro Tauchert Soler | Nachdem er im letzten Jahr bereits mit El mismo sol einen Nummer-eins-Hit in der Schweizer Hitparade hatte, erreichte ein Jahr später auch seine zweite Single Sofia den ersten Platz der Schweizer Singlecharts. |
| 24. Juli 2016 – 30. Juli 2016 1 Woche (insgesamt 2) | 2                                         | Enrique Iglesias feat. Wisin              | Duele el corazón Enrique Iglesias, Francisco Saldana, Hasibur Rahman, Juan Luis Moreira, Patrick Ingunza, Servando Moriche Primera Mussett, Silverlo Lozada                               | – |
| 31. Juli 2016 – 6. August 2016 1 Woche (insgesamt 3) | 3                                         | Álvaro Soler                              | Sofia Simon Triebel, Ali Zuckowski, Nadir Khayat, Jakke Erikson, Álvaro Tauchert Soler | – |
| 7. August 2016 – 3. September 2016 4 Wochen | 4                                         | Major Lazer feat. Justin Bieber & Mø      | Cold Water Ed Sheeran, Benjamin Levin, Karen Marie Ørsted, Thomas Pentz, Justin Bieber, Jamie Scott, Philip Meckseper, Henry Allen                                                        | – |
| 4. September 2016 – 10. September 2016 1 Woche (insgesamt 3) | 3                                         | Álvaro Soler                              | Sofia Simon Triebel, Ali Zuckowski, Nadir Khayat, Jakke Erikson, Álvaro Tauchert Soler | – |
| 11. September 2016 – 17. September 2016 1 Woche (insgesamt 4) | 4                                         | DJ Snake feat. Justin Bieber              | Let Me Love You Louis Bell, Justin Bieber, Lumidee Cedeño, William Grigahcine, Stany Kibulu, Brian Lee, Steven Marsden, Teddy Mendez, Edwin Perez, Austin Roser, Ali Tamposi, Andrew Watt | – |
| 18. September 2016 – 24. September 2016 1 Woche | 1                                         | Sia feat. Kendrick Lamar                  | The Greatest Sia Furler, Greg Kurstin | – |
| 25. September 2016 – 15. Oktober 2016 3 Wochen (insgesamt 4) | 4                                         | DJ Snake feat. Justin Bieber              | Let Me Love You William Grigahcine, Justin Bieber, Andrew Watt, Ali Tamposi, Brian Lee, Louis Bell                                                                                        | – |
| 16. Oktober 2016 – 3. Dezember 2016 7 Wochen | 7                                         | Rag ’n’ Bone Man                          | Human Rory Graham, Jamie Hartman | – |
| 4. Dezember 2016 – 14. Januar 2017 6 Wochen | 6                                         | Clean Bandit feat. Sean Paul & Anne-Marie | Rockabye Jack Patterson, Steve Mac, Ammar Malik, Ina Wroldsen, Sean Paul Henriques | – |

## Alben
| ← 2015 ← | Liste der Nummer-eins-Hits in der Schweiz | Liste der Nummer-eins-Hits in der Schweiz | Liste der Nummer-eins-Hits in der Schweiz | 2017 → |
| \| Zeitraum \| Wo. ges. \| Interpret \| Titel \| Zusätzliche Informationen \| \| (Zeitraum, Wochen auf Platz eins, Interpret, Titel, zusätzliche Informationen) \| \| \| \| \| \| ------------------------------------------------------------------------------ \| -------- \| --------------------- \| ------------------------------------ \| ---------------------------------------------------------------------------------------------------------- \| \| 29. November 2015 – 16. Januar 2016 7 Wochen \| 7 \| Adele \| 25 \| – \| \| 17. Januar 2016 – 30. Januar 2016 2 Wochen \| 2 \| David Bowie \| Blackstar \| – \| \| 31. Januar 2016 – 19. März 2016 7 Wochen \| 7 \| Trauffer \| Heiterefahne \| Zum zweiten Mal in Folge nach 2014 schaffte es der Schweizer Mundartsänger auf Platz eins der Albumcharts. \| \| 20. März 2016 – 26. März 2016 1 Woche \| 1 \| Les Enfoirés \| 2016: Au rendez-vous des Enfoirés \| – \| \| 27. März 2016 – 2. April 2016 1 Woche \| 1 \| Breitbild \| Breitbild \| – \| \| 3. April 2016 – 9. April 2016 1 Woche \| 1 \| Joe Bonamassa \| Blues of Desperation \| – \| \| 10. April 2016 – 16. April 2016 1 Woche \| 1 \| Xavier Naidoo \| Nicht von dieser Welt 2 \| – \| \| 17. April 2016 – 23. April 2016 1 Woche \| 1 \| Andrea Berg \| Seelenbeben \| – \| \| 24. April 2016 – 30. April 2016 1 Woche \| 1 \| Manillio \| Kryptonit \| – \| \| 1. Mai 2016 – 7. Mai 2016 1 Woche \| 1 \| Prince \| The Very Best of Prince \| – \| \| 8. Mai 2016 – 14. Mai 2016 1 Woche \| 1 \| Zucchero \| Black Cat \| – \| \| 15. Mai 2016 – 21. Mai 2016 1 Woche \| 1 \| Radiohead \| A Moon Shaped Pool \| – \| \| 22. Mai 2016 – 28. Mai 2016 1 Woche \| 1 \| Kygo \| Cloud Nine \| – \| \| 29. Mai 2016 – 4. Juni 2016 1 Woche \| 1 \| Eric Clapton \| I Still Do \| – \| \| 5. Juni 2016 – 11. Juni 2016 1 Woche \| 1 \| Farid Bang \| Blut \| – \| \| 12. Juni 2016 – 18. Juni 2016 1 Woche \| 1 \| Volbeat \| Seal the Deal & Let’s Boogie \| – \| \| 19. Juni 2016 – 25. Juni 2016 1 Woche \| 1 \| Coldplay \| A Head Full of Dreams \| – \| \| 26. Juni 2016 – 9. Juli 2016 2 Wochen \| 2 \| Red Hot Chili Peppers \| The Getaway \| – \| \| 10. Juli 2016 – 16. Juli 2016 1 Woche \| 1 \| Calimeros \| Schiff ahoi \| – \| \| 17. Juli 2016 – 23. Juli 2016 1 Woche \| 1 \| Biffy Clyro \| Ellipsis \| – \| \| 24. Juli 2016 – 30. Juli 2016 1 Woche (insgesamt 2) \| 2 \| Álvaro Soler \| Eterno agosto \| – \| \| 31. Juli 2016 – 6. August 2016 1 Woche \| 1 \| Die Amigos \| Wie ein Feuerwerk \| – \| \| 7. August 2016 – 13. August 2016 1 Woche \| 1 \| Billy Talent \| Afraid of Heights \| – \| \| 14. August 2016 – 20. August 2016 1 Woche (insgesamt 2) \| 2 \| Álvaro Soler \| Eterno agosto \| – \| \| 21. August 2016 – 27. August 2016 1 Woche \| 1 \| Coup \| Der Holland Job \| Kollaboalbum der beiden Rapper Haftbefehl und Xatar. \| \| 28. August 2016 – 3. September 2016 1 Woche \| 1 \| Sabaton \| The Last Stand \| – \| \| 4. September 2016 – 10. September 2016 1 Woche \| 1 \| Céline Dion \| Encore un soir \| – \| \| 11. September 2016 – 17. September 2016 1 Woche \| 1 \| Fler \| Vibe \| – \| \| 18. September 2016 – 24. September 2016 1 Woche \| 1 \| Bonez MC & RAF Camora \| Palmen aus Plastik \| – \| \| 25. September 2016 – 1. Oktober 2016 1 Woche \| 1 \| PNL \| Dans la légende \| – \| \| 2. Oktober 2016 – 8. Oktober 2016 1 Woche \| 1 \| Passenger \| Young as the Morning, Old as the Sea \| – \| \| 9. Oktober 2016 – 15. Oktober 2016 1 Woche \| 1 \| Yello \| Toy \| – \| \| 16. Oktober 2016 – 22. Oktober 2016 1 Woche \| 1 \| Norah Jones \| Day Breaks \| – \| \| 23. Oktober 2016 – 5. November 2016 2 Wochen \| 2 \| Gölä \| Stärne \| – \| \| 6. November 2016 – 12. November 2016 1 Woche \| 1 \| Böhse Onkelz \| Memento \| – \| \| 13. November 2016 – 19. November 2016 1 Woche \| 1 \| Robbie Williams \| The Heavy Entertainment Show \| – \| \| 20. November 2016 – 26. November 2016 1 Woche \| 1 \| Shindy \| Dreams \| – \| \| 27. November 2016 – 3. Dezember 2016 1 Woche \| 1 \| Metallica \| Hardwired…to Self-Destruct \| – \| \| 4. Dezember 2016 – 10. Dezember 2016 1 Woche \| 1 \| KC Rebell \| Abstand \| – \| \| 11. Dezember 2016 – 17. Dezember 2016 1 Woche (insgesamt 4) \| 4 \| The Rolling Stones \| Blue & Lonesome \| – \| \| 18. Dezember 2016 – 24. Dezember 2016 1 Woche \| 1 \| Kollegah \| Imperator \| – \| \| 25. Dezember 2016 – 14. Januar 2017 3 Wochen (insgesamt 4) \| 4 \| The Rolling Stones \| Blue & Lonesome \| – \| |                                           |                                           |                                           | |
| ← 2015 |                                           |                                           |                                           | → 2017 →                                                                                                   |
| Zeitraum | Wo. ges.                                  | Interpret                                 | Titel                                     | Zusätzliche Informationen                                                                                  |
| (Zeitraum, Wochen auf Platz eins, Interpret, Titel, zusätzliche Informationen) |                                           |                                           |                                           | |
| 29. November 2015 – 16. Januar 2016 7 Wochen | 7                                         | Adele                                     | 25                                        | – |
| 17. Januar 2016 – 30. Januar 2016 2 Wochen | 2                                         | David Bowie                               | Blackstar                                 | – |
| 31. Januar 2016 – 19. März 2016 7 Wochen | 7                                         | Trauffer                                  | Heiterefahne                              | Zum zweiten Mal in Folge nach 2014 schaffte es der Schweizer Mundartsänger auf Platz eins der Albumcharts. |
| 20. März 2016 – 26. März 2016 1 Woche | 1                                         | Les Enfoirés                              | 2016: Au rendez-vous des Enfoirés         | – |
| 27. März 2016 – 2. April 2016 1 Woche | 1                                         | Breitbild                                 | Breitbild                                 | – |
| 3. April 2016 – 9. April 2016 1 Woche | 1                                         | Joe Bonamassa                             | Blues of Desperation                      | – |
| 10. April 2016 – 16. April 2016 1 Woche | 1                                         | Xavier Naidoo                             | Nicht von dieser Welt 2                   | – |
| 17. April 2016 – 23. April 2016 1 Woche | 1                                         | Andrea Berg                               | Seelenbeben                               | – |
| 24. April 2016 – 30. April 2016 1 Woche | 1                                         | Manillio                                  | Kryptonit                                 | – |
| 1. Mai 2016 – 7. Mai 2016 1 Woche | 1                                         | Prince                                    | The Very Best of Prince                   | – |
| 8. Mai 2016 – 14. Mai 2016 1 Woche | 1                                         | Zucchero                                  | Black Cat                                 | – |
| 15. Mai 2016 – 21. Mai 2016 1 Woche | 1                                         | Radiohead                                 | A Moon Shaped Pool                        | – |
| 22. Mai 2016 – 28. Mai 2016 1 Woche | 1                                         | Kygo                                      | Cloud Nine                                | – |
| 29. Mai 2016 – 4. Juni 2016 1 Woche | 1                                         | Eric Clapton                              | I Still Do                                | – |
| 5. Juni 2016 – 11. Juni 2016 1 Woche | 1                                         | Farid Bang                                | Blut                                      | – |
| 12. Juni 2016 – 18. Juni 2016 1 Woche | 1                                         | Volbeat                                   | Seal the Deal & Let’s Boogie              | – |
| 19. Juni 2016 – 25. Juni 2016 1 Woche | 1                                         | Coldplay                                  | A Head Full of Dreams                     | – |
| 26. Juni 2016 – 9. Juli 2016 2 Wochen | 2                                         | Red Hot Chili Peppers                     | The Getaway                               | – |
| 10. Juli 2016 – 16. Juli 2016 1 Woche | 1                                         | Calimeros                                 | Schiff ahoi                               | – |
| 17. Juli 2016 – 23. Juli 2016 1 Woche | 1                                         | Biffy Clyro                               | Ellipsis                                  | – |
| 24. Juli 2016 – 30. Juli 2016 1 Woche (insgesamt 2) | 2                                         | Álvaro Soler                              | Eterno agosto                             | – |
| 31. Juli 2016 – 6. August 2016 1 Woche | 1                                         | Die Amigos                                | Wie ein Feuerwerk                         | – |
| 7. August 2016 – 13. August 2016 1 Woche | 1                                         | Billy Talent                              | Afraid of Heights                         | – |
| 14. August 2016 – 20. August 2016 1 Woche (insgesamt 2) | 2                                         | Álvaro Soler                              | Eterno agosto                             | – |
| 21. August 2016 – 27. August 2016 1 Woche | 1                                         | Coup                                      | Der Holland Job                           | Kollaboalbum der beiden Rapper Haftbefehl und Xatar.                                                       |
| 28. August 2016 – 3. September 2016 1 Woche | 1                                         | Sabaton                                   | The Last Stand                            | – |
| 4. September 2016 – 10. September 2016 1 Woche | 1                                         | Céline Dion                               | Encore un soir                            | – |
| 11. September 2016 – 17. September 2016 1 Woche | 1                                         | Fler                                      | Vibe                                      | – |
| 18. September 2016 – 24. September 2016 1 Woche | 1                                         | Bonez MC & RAF Camora                     | Palmen aus Plastik                        | – |
| 25. September 2016 – 1. Oktober 2016 1 Woche | 1                                         | PNL                                       | Dans la légende                           | – |
| 2. Oktober 2016 – 8. Oktober 2016 1 Woche | 1                                         | Passenger                                 | Young as the Morning, Old as the Sea      | – |
| 9. Oktober 2016 – 15. Oktober 2016 1 Woche | 1                                         | Yello                                     | Toy                                       | – |
| 16. Oktober 2016 – 22. Oktober 2016 1 Woche | 1                                         | Norah Jones                               | Day Breaks                                | – |
| 23. Oktober 2016 – 5. November 2016 2 Wochen | 2                                         | Gölä                                      | Stärne                                    | – |
| 6. November 2016 – 12. November 2016 1 Woche | 1                                         | Böhse Onkelz                              | Memento                                   | – |
| 13. November 2016 – 19. November 2016 1 Woche | 1                                         | Robbie Williams                           | The Heavy Entertainment Show              | – |
| 20. November 2016 – 26. November 2016 1 Woche | 1                                         | Shindy                                    | Dreams                                    | – |
| 27. November 2016 – 3. Dezember 2016 1 Woche | 1                                         | Metallica                                 | Hardwired…to Self-Destruct                | – |
| 4. Dezember 2016 – 10. Dezember 2016 1 Woche | 1                                         | KC Rebell                                 | Abstand                                   | – |
| 11. Dezember 2016 – 17. Dezember 2016 1 Woche (insgesamt 4) | 4                                         | The Rolling Stones                        | Blue & Lonesome                           | – |
| 18. Dezember 2016 – 24. Dezember 2016 1 Woche | 1                                         | Kollegah                                  | Imperator                                 | – |
| 25. Dezember 2016 – 14. Januar 2017 3 Wochen (insgesamt 4) | 4                                         | The Rolling Stones                        | Blue & Lonesome                           | – |

## Jahreshitparaden
| ← 2015 ← | Liste der Nummer-eins-Hits in der Schweiz | Liste der Nummer-eins-Hits in der Schweiz | Liste der Nummer-eins-Hits in der Schweiz | 2017 →   |
| \| Singles \| Position# \| Alben \| \| -------------------------------------------------------------------------------------------------------------------------------------------------------------------------- \| --------- \| ------------------------------------ \| \| Faded Alan Walker Anders Froen, Gunnar Greve Pettersen, Alan Walker, Jesper Borgen \| 1 \| 25 Adele \| \| Die immer lacht Stereoact feat. Kerstin Ott , Rico Einenkel, Sebastian Seidel \| 2 \| Heiterefahne Trauffer \| \| One Dance Drake feat. WizKid & Kyla Aubrey Drake Graham, Paul Jefferies, Noah Shebib, Logan Sama, Ayodeji Ibrahim Balogun, Themba Sekowe, Kyla Reid, Errol Reid, Luke Reid \| 3 \| A Head Full of Dreams Coldplay \| \| Stressed Out Twenty One Pilots Tyler Joseph \| 4 \| Stärne Gölä \| \| Hello Adele Greg Kurstin, Adele Adkins \| 5 \| Weihnachten Helene Fischer \| \| 7 Years Lukas Graham Lukas Forchhammer, Morten Ristorp, Stefan Forrest, Morten Pilegaard \| 6 \| Blackstar David Bowie \| \| I Took a Pill in Ibiza Mike Posner \| 7 \| Encore un soir Céline Dion \| \| Hymn for the Weekend Coldplay \| 8 \| Seelenbeben Andrea Berg \| \| Love Yourself Justin Bieber Ed Sheeran, Benjamin Levin, Justin Bieber \| 9 \| You Want It Darker Leonard Cohen \| \| Don’t Be So Shy (Filatov & Karas Remix) Imany Nadia Mladjao, Stéfane Goldman \| 10 \| Hardwired…to Self-Destruct Metallica \| |                                           |                                           |                                           |          |
| ← 2015 |                                           |                                           |                                           | → 2017 → |
| Singles | Position#                                 | Alben                                     |                                           |          |
| Faded Alan Walker Anders Froen, Gunnar Greve Pettersen, Alan Walker, Jesper Borgen | 1                                         | 25 Adele                                  |                                           |          |
| Die immer lacht Stereoact feat. Kerstin Ott , Rico Einenkel, Sebastian Seidel | 2                                         | Heiterefahne Trauffer                     |                                           |          |
| One Dance Drake feat. WizKid & Kyla Aubrey Drake Graham, Paul Jefferies, Noah Shebib, Logan Sama, Ayodeji Ibrahim Balogun, Themba Sekowe, Kyla Reid, Errol Reid, Luke Reid | 3                                         | A Head Full of Dreams Coldplay            |                                           |          |
| Stressed Out Twenty One Pilots Tyler Joseph | 4                                         | Stärne Gölä                               |                                           |          |
| Hello Adele Greg Kurstin, Adele Adkins | 5                                         | Weihnachten Helene Fischer                |                                           |          |
| 7 Years Lukas Graham Lukas Forchhammer, Morten Ristorp, Stefan Forrest, Morten Pilegaard | 6                                         | Blackstar David Bowie                     |                                           |          |
| I Took a Pill in Ibiza Mike Posner | 7                                         | Encore un soir Céline Dion                |                                           |          |
| Hymn for the Weekend Coldplay | 8                                         | Seelenbeben Andrea Berg                   |                                           |          |
| Love Yourself Justin Bieber Ed Sheeran, Benjamin Levin, Justin Bieber | 9                                         | You Want It Darker Leonard Cohen          |                                           |          |
| Don’t Be So Shy (Filatov & Karas Remix) Imany Nadia Mladjao, Stéfane Goldman | 10                                        | Hardwired…to Self-Destruct Metallica      |                                           |          |